# نت نقطه‌دار

نت‌های نقطه‌دار سفید و مدت زمانِ معادل آنها. خط اتحاد، کشش زمانی نت‌ها را جمع می‌کند.

نت نقطه‌دار (به انگلیسی: Dotted note)، زمانی که در کنار نُت (سمت راست نت) قرار می‌گیرد، نصف ارزش زمانی نُت را به آن اضافه می‌کند.
به عنوان مثال چنانچه نقطه در کنار یک نُت چهار‌ضربی قرار گیرد، نصف ارزش آن (یعنی دو ضرب) را به آن افزوده و ارزش زمانی نت حاصله، که نقطه‌دار خوانده می‌شود، را به شش ضرب تغییر می‌دهد.